# Tuntenhausen
Tuntenhausen es un municipio situado en el distrito de Rosenheim, en el estado federado de Baviera (Alemania). Tiene una población estimada, a finales de 2020, de 7258 habitantes.
Se encuentra ubicado al sur del estado, en la región de Alta Baviera, en la ladera de los Alpes, cerca de la frontera con Austria y de la orilla del río Eno —un afluente derecho del Danubio—.